# 30203 Kimdavis
30203 Kimdavis è un asteroide della fascia principale. Scoperto nel 2000, presenta un'orbita caratterizzata da un semiasse maggiore pari a 2,4141614 UA e da un'eccentricità di 0,1207870, inclinata di 1,80741° rispetto all'eclittica.